# Anna Amália porosz királyi hercegnő
Poroszországi Anna Amália (németül: Anna Amalie von Preußen; Berlin, Porosz Királyság, 1723. november 9. – Berlin, Porosz Királyság, 1787. március 30.), a Hohenzollern-házból származó porosz királyi hercegnő, I. Frigyes Vilmos porosz király és Hannoveri Zsófia Dorottya királyné legfiatalabb leánya, aki Quedlinburg 38. apátnője 1756-tól 1787-ben bekövetkezett haláláig.

## Származása
Anna Amália királyi hercegnő 1723. november 9-én született Berlinben, a porosz uralkodódinasztia, a Hohenzollern-ház tagjaként. Apja I. Frigyes Vilmos porosz király és brandenburgi őrgróf, aki I. Frigyes király és Hannoveri Zsófia Sarolta királyné egyetlen gyermeke volt. Apai nagyapai dédszülei Frigyes Vilmos brandenburgi választófejedelem és Oránia–Nassaui Lujza Henrietta hercegnő (Frigyes Henrik orániai herceg leánya), míg apai nagyanyai dédszülei Ernő Ágost hannoveri választófejedelem és Pfalz–Simmerni Zsófia hercegnő (V. Frigyes pfalzi választófejedelem és cseh király leánya) voltak.
Édesanyja a német Hannover-házból származó Zsófia Dorottya hannoveri hercegnő, I. György brit király és Braunschweig–Lüneburgi Zsófia Dorottya hercegnő egyetlen leánygyermeke volt. Anyai nagyapai dédszülei szintén Ernő Ágost választófejedelem és Pfalz–Simmerni Zsófia hercegnő, míg anyai nagyanyai dédszülei György Vilmos braunschweig–lüneburgi herceg és egy francia nemeskisasszony, Éléonore Desmier d’Olbreuse (Alexandre Desmier, Olbreuse urának leánya) voltak. Anna Amália királyi hercegnő szülei így közeli rokoni kapcsolatban álltak, első-unokatestvérek voltak.
A hercegnő volt szülei tizennégy gyermeke közül a tizenkettedik, egyben a hetedik, legfiatalabb leánygyermek. Felnőttkort megért testvérei között olyan magas rangú személyek vannak mint Vilma királyi hercegnő, aki Frigyes brandenburg–bayreuthi őrgróf felesége lett; a későbbi II. Nagy Frigyes porosz király; Friderika Lujza királyi hercegnő, Károly Vilmos Frigyes brandenburg–ansbachi őrgróf hitvese; Filippa Sarolta királyi hercegnő, aki I. Károly braunschweig–wolfenbütteli fejedelem felesége lett; Zsófia Dorottya királyi hercegnő, Frigyes Vilmos brandenburg–schwedti őrgróf hitvese; Lujza Ulrika királyi hercegnő, aki Adolf Frigyes svéd király felesége lett; továbbá Ágost Vilmos királyi herceg (a későbbi II. Frigyes Vilmos porosz király apja); valamint Henrik királyi herceg, neves hadvezér, és Ágost Ferdinánd, Johannita nagymester.